# Чешуйчатка обыкновенная
Чешу́йчатка обыкнове́нная (лат. Pholiota squarrosa) — вид грибов, включённый в род Чешуйчатка (Pholiota) семейства Строфариевые (Strophariaceae). Типовой вид рода.

## Название
Иные названия гриба — чешуйчатка ворсистая, чешуйчатка чешуйчатая и чешуйчатка взъерошенная. Научное название «pholiota squarrosa» присвоено микологом Паулем Куммером в 1871 году.

## Описание

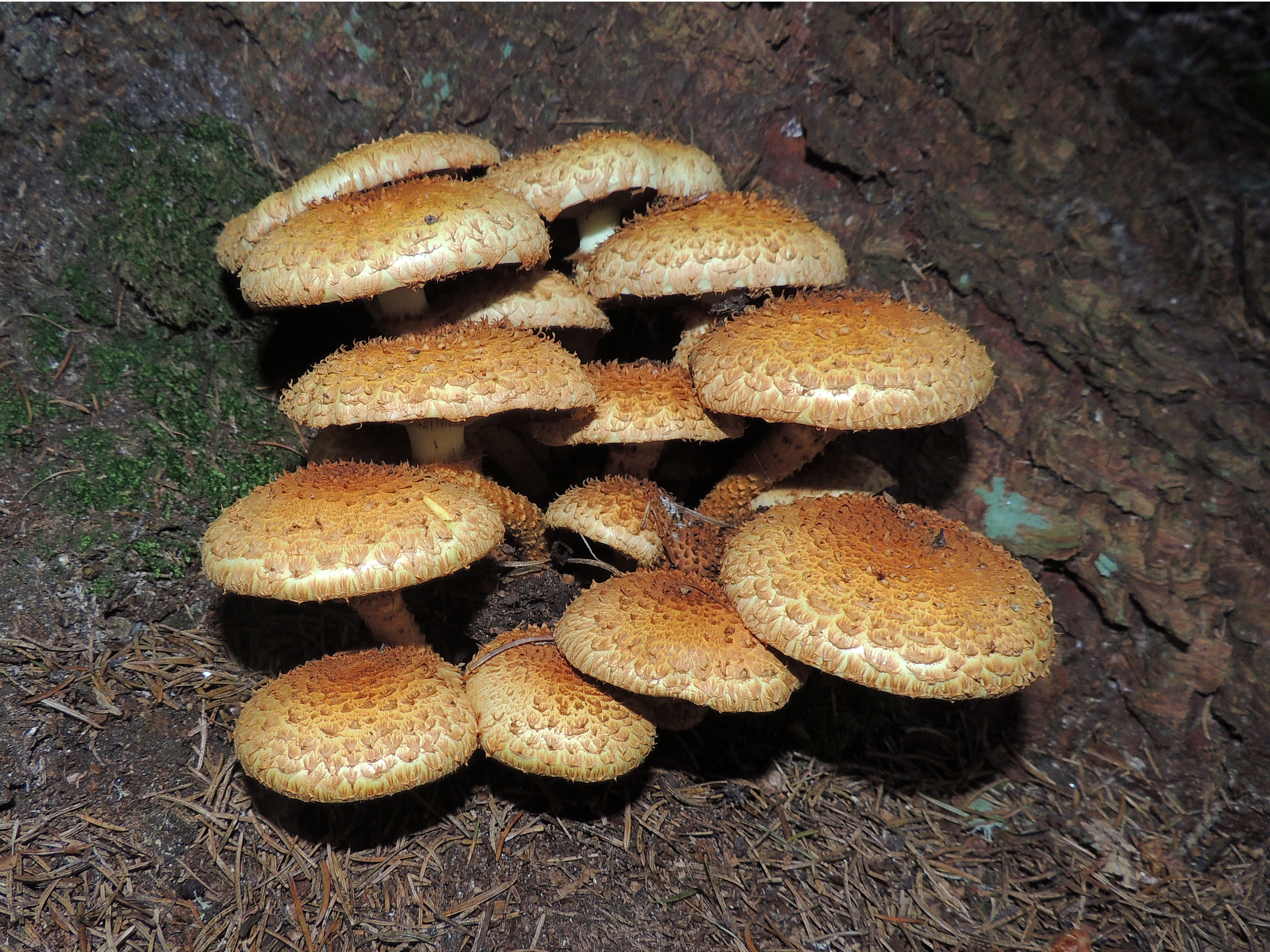

Шляпка 5—12 см в диаметре, у зрелых грибов достигает иногда 20 см, полушаровидной или конической, затем выпуклой и плоско-выпуклой формы, с подогнутым краем, негигрофанная, с обычно не опадающими остатками покрывала по краю. Поверхность полностью покрытая сухими ярко-жёлтыми чешуйками, слизистая, жёлто-оранжевая.
Мякоть светло-жёлтого цвета, над пластинками зеленоватая, иногда со слабым землистым запахом, с редечным вкусом.
Гименофор пластинчатый, пластинки приросшие, часто расположенные, жёлтого цвета, с возрастом приобретающие ржаво-бурый оттенок.
Ножка 5—19 см длиной и 1—3 см толщиной, с волокнистым обвисшим кольцом, над ним беловатая, ниже — красновато-коричневая, покрытая более тёмным волокнистым налётом.
Споровый порошок ржаво-бурого цвета. Споры 6—8×4—5 мкм, продолговато-яйцевидной формы, с небольшой порой прорастания.

## Экология
Чешуйчатка обыкновенная — широко распространённый паразит или сапротроф, произрастающий на живой и мёртвой древесине лиственных, реже хвойных пород.

## Употребление
Обычно считается съедобным грибом низкого качества, однако в Северной Америке известны случаи лёгких желудочно-кишечных отравлений чешуйчаткой обыкновенной. Гриб обладает редечным вкусом. После предварительного отваривания его маринуют или солят с другими грибами (но обязательно используют пряности).

## Таксономия

### Синонимы
- Agaricus floccosus Schaeff., 1774
- Agaricus squamosus Bull., 1789
- Agaricus squarrosus Oeder, 1770
- Dryophila squarrosa (Oeder) Quél., 1886